# Parafia Niepokalanego Poczęcia Najświętszej Maryi Panny w Biesalu
Parafia Niepokalanego Poczęcia Najświętszej Maryi Panny w Biesalu – parafia  rzymskokatolicka we wsi Biesal, należąca do archidiecezji warmińskiej i dekanatu Łukta.
Została utworzona 1 lipca 1993.